# Spiral Jetty

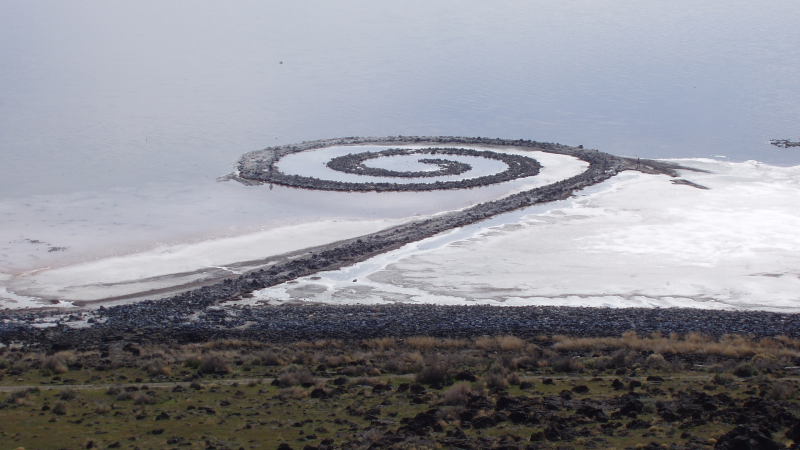
Spiral Jetty, April 2005

Die Spiral Jetty ist ein Kunstwerk von Robert Smithson aus dem Jahr 1970. Es befindet sich am Ufer des Great Salt Lake im US-amerikanischen Bundesstaat Utah und war im April 1970 vom Künstler innerhalb von drei Wochen mit Hilfe von schwerem Gerät auf der Halbinsel Rozel Point erbaut worden.

## Beschreibung
Bei der Spiral Jetty handelt es sich um eine große, aus Steinen erbaute Arbeit der Land Art. Die sich gegen den Uhrzeigersinn windende Spirale hätte ausgebreitet eine Länge von 460 Metern; in die Breite misst das Kunstwerk 4,60 Meter. Es ist nur schwer zugänglich; durch schwankenden Wasserstand war es in der Vergangenheit zu manchen Zeiten gar nicht sichtbar. Seit 2002 gibt es jedoch an dieser Stelle des Sees kein Wasser mehr und das Kunstwerk ist damit trockengelegt. Die Spiral Jetty ist eine ephemere Arbeit, die Wind und Wetter ausgesetzt ist und somit nach und nach abgetragen wird. Spiral Jetty ist begehbar. Auf dem Weg in die Mitte des Kunstwerks nehmen Besuchende wechselnde Blickachsen auf die umgebende Landschaft ein.
Das Kunstwerk gilt als Beispiel der Land Art. Typisch sind die Abgeschiedenheit, die Verwendung von natureigenen Materialien, die Vergänglichkeit des Werks sowie die Verwendung von dokumentarischen Formen. So hat Smithson über die Spiral Jetty einen gleichnamigen, 32-minütigen Dokumentarfilm gedreht, der Teil des Werkes ist. Die Skulptur, der Film und die zugehörigen Skizzen und Texte sind als mehrschichtiges Gesamtkunstwerk zu verstehen.

## Entstehungsgeschichte
Der Bau wurde von der Galeristin Virginia Dwan finanziert. Mehrere von Smithson kontaktierte Bauunternehmer lehnten den Bauauftrag für das Werk ab, bis sich mit dem lokalen Unternehmer Robert Phillips jemand fand, der Smithsons Pläne laut eigener Aussage zwar nicht verstand, aber die benötigten Geräte und Arbeiter bereitstellte. Ein erster Entwurf wurde binnen sechs Arbeitstagen fertiggestellt. Zwei Tage später entschied sich Smithson für ein geändertes Design, und über drei Arbeitstage hinweg schichteten die Arbeiter 7000 Tonnen Gestein um, um das Kunstwerk in seine finale Form zu bringen.
Smithsons Witwe Nancy Holt hat das Werk der Dia Art Foundation übereignet, die sich um die Erhaltung des Werks kümmert.